# Jacques Majerus
Jacques Majerus (28 de março de 1916 — 18 de janeiro de 1972) foi um ciclista luxemburguês.
Participou nos Jogos Olímpicos de 1936, realizados em Berlim, Alemanha, onde competiu na prova individual e por equipes do ciclismo de estrada.